# Eucalyptus bridgesiana
Eucalyptus bridgesiana là một loài thực vật có hoa trong Họ Đào kim nương. Loài này được F.Muell. ex R.T.Baker mô tả khoa học đầu tiên năm 1898.

## Hình ảnh

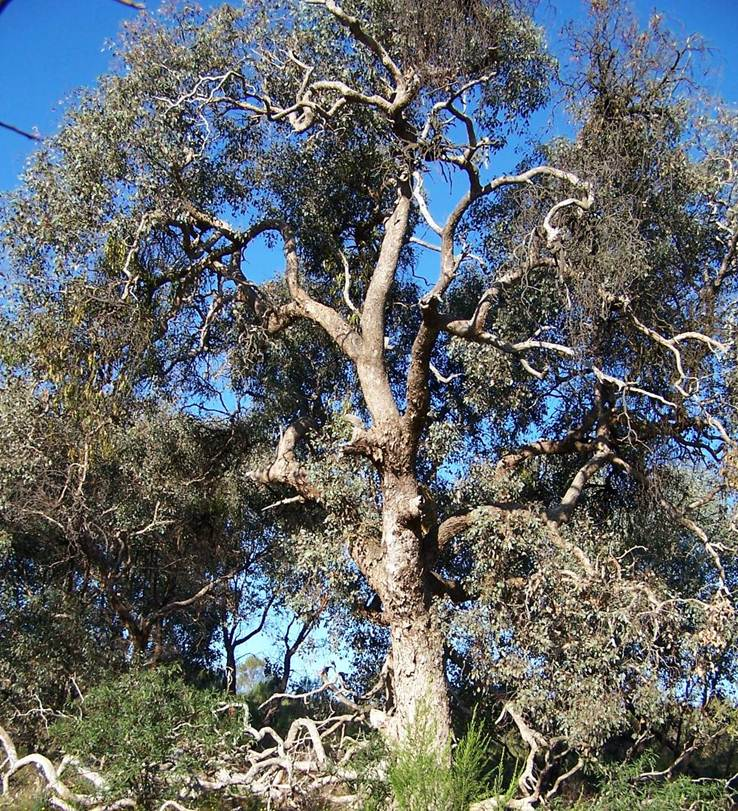
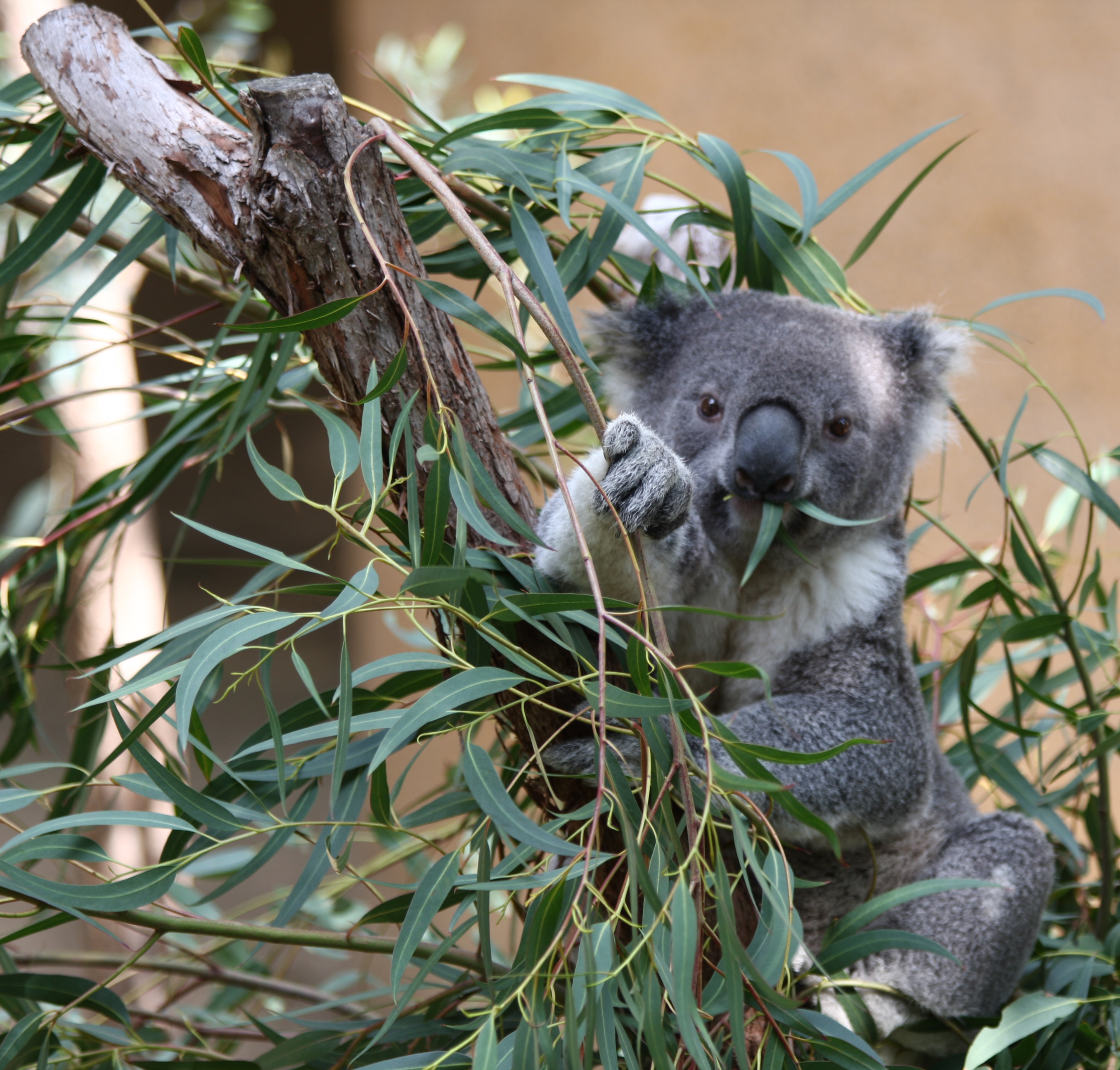
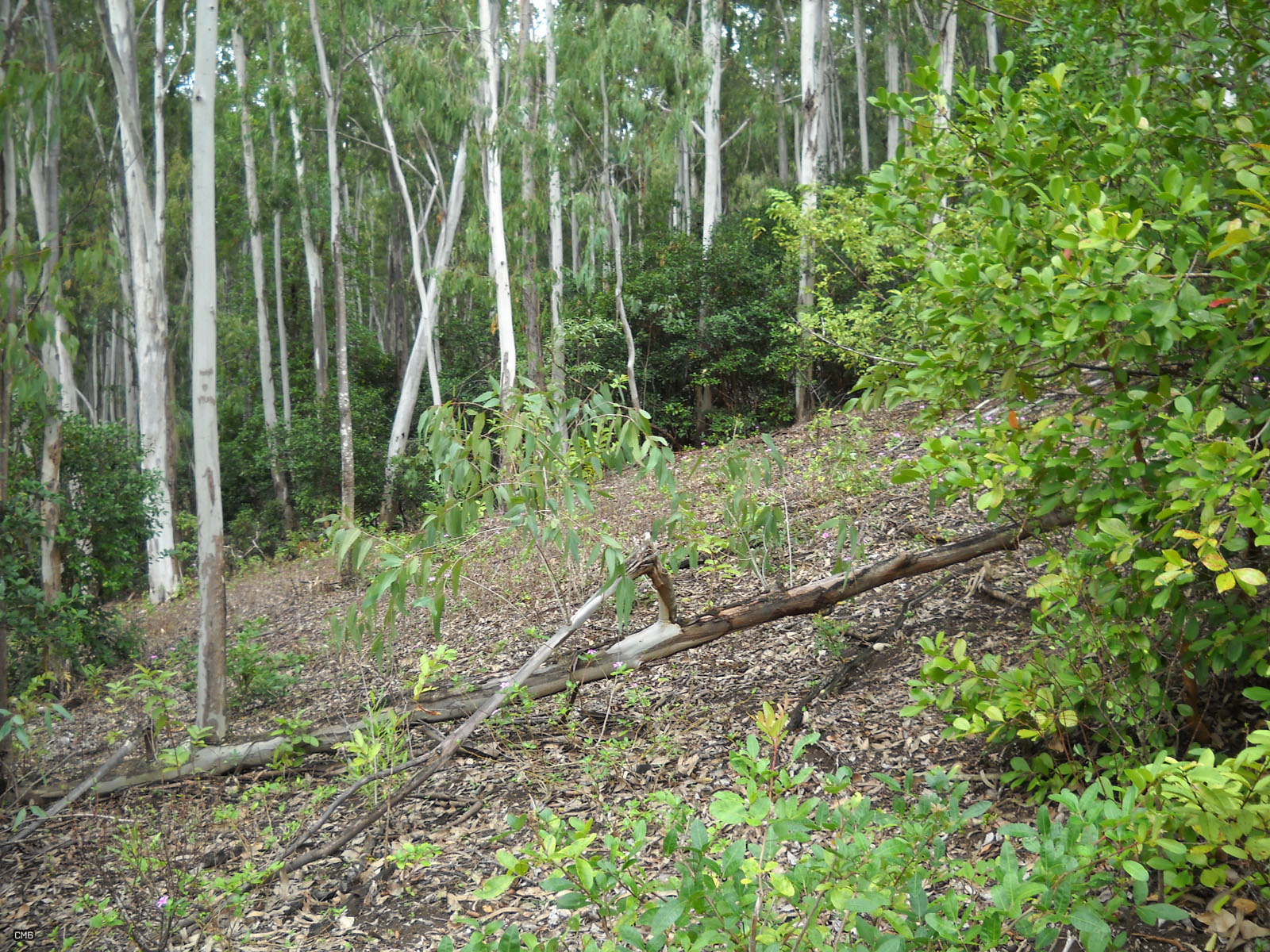
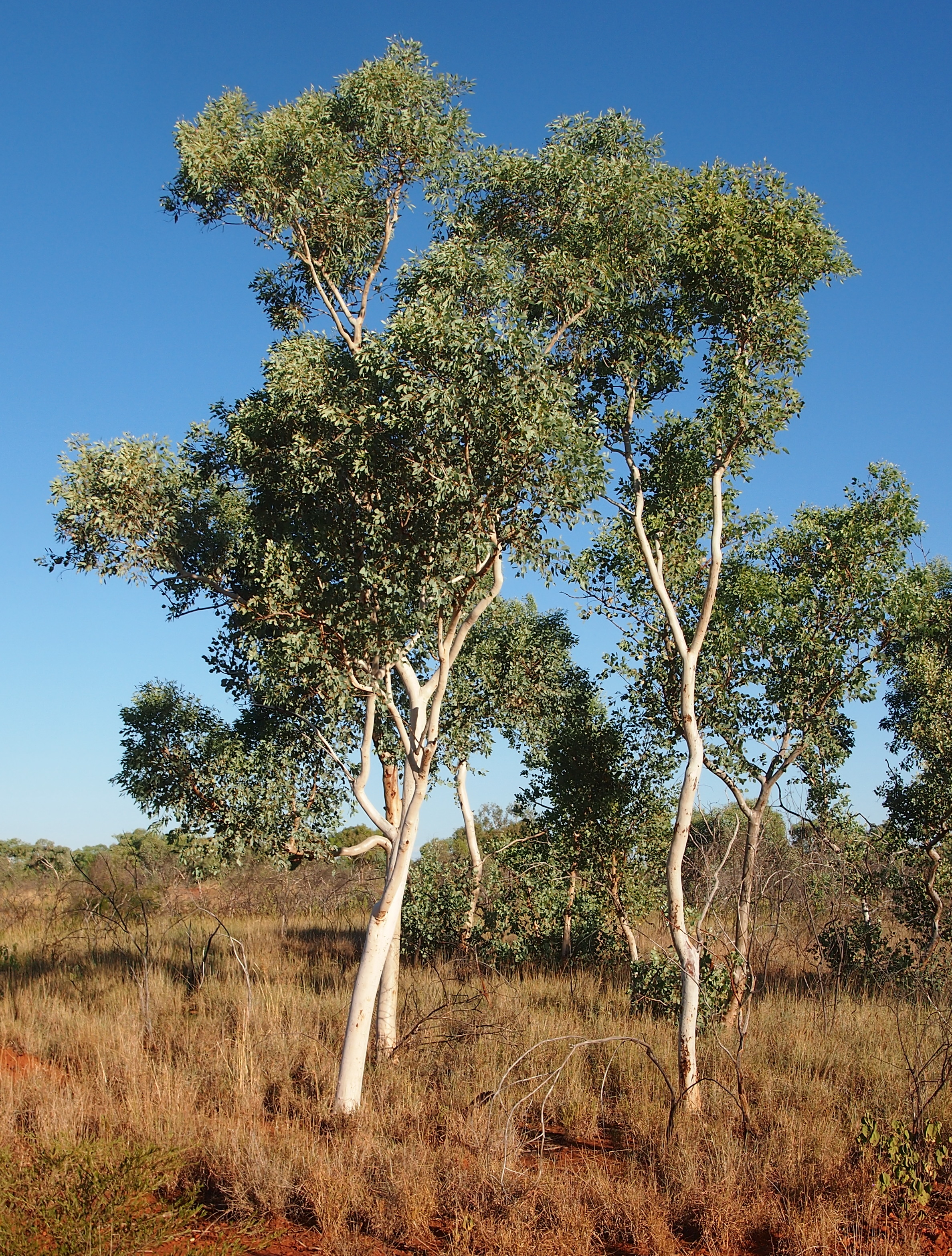